# شهرستان لیپینگ
شهرستان لیپینگ (به لاتین: Liping County) یک منطقهٔ مسکونی در چین است که در کیاندونگنان واقع شده‌است. شهرستان لیپینگ ۴٬۴۳۹ کیلومتر مربع مساحت و ۵۳۸٬۲۹۴ نفر جمعیت دارد.